# Conwayeva kabala
Conwayeva kabala je bila skupina višjih častnikov celinske armade konec leta 1777 in v začetku leta 1778, ki so si prizadevali za zamenjavo Georgea Washingtona z mesta vrhovnega poveljnika vojske med ameriško revolucionarno vojno. Ime je dobila po brigadnem generalu Thomasu Conwayu, čigar pisma, v katerih je kritiziral Washingtona, so bila posredovana drugemu kontinententalnemu kongresu. Ko so bili ti predlogi (ki so bili pogosto le kritika in izraz nezadovoljstva z Washingtonom ali splošnim potekom vojne) javno objavljeni, so se Washingtonovi podporniki mobilizirali, da bi mu politično pomagali.
Conway je na koncu odstopil iz vojske, general Horatio Gates, vodilni kandidat za naslednika Washingtona, pa se je opravičil za svojo vlogo v dogodkih. Nikoli ni bilo vloženih nobenih uradnih zahtev za Washingtonovo razrešitev z mesta vrhovnega poveljnika. Med različnimi nezadovoljniki ni bilo nobenih znakov formalne zarote, čeprav je bil Washington zaskrbljen, da bi lahko obstajala. To je bila edina večja politična grožnja Washingtonovemu poveljstvu med vojno.